# Lasconotus nucleatus
Lasconotus nucleatus är en skalbaggsart som beskrevs av Thomas Casey 1890. Lasconotus nucleatus ingår i släktet Lasconotus och familjen barkbaggar. Inga underarter finns listade i Catalogue of Life.